# Буди-Юзефовські
Буди-Юзефовські (пол. Budy Józefowskie) — село в Польщі, у гміні Радзейовиці Жирардовського повіту Мазовецького воєводства.
Населення — 210 осіб (2011).
У 1975-1998 роках село належало до Скерневицького воєводства.

## Демографія
Демографічна структура станом на 31 березня 2011 року:
|          | Загалом | Допрацездатний вік | Працездатний вік | Постпрацездатний вік |
| -------- | ------- | ------------------ | ---------------- | -------------------- |
| Чоловіки | 104     | 24                 | 69               | 11                   |
| Жінки    | 106     | 30                 | 56               | 20                   |
| Разом    | 210     | 54                 | 125              | 31                   |